# Orevillkor
I ringteorin är ett Orevillkor (efter Øystein Ore) ett svagare villkor än kommutativitet på en nolldelarfri ring, som ändå möjliggör likartade slutsatser.
En nolldelarfri unitär ring R sägs uppfylla ett höger Orevillkor (eller högerorevillkor), om det för varje par a och b av element i R skilda från noll existerar nollskilda element c och d i R, sådana att
a·c = b·d. Om R dessutom är en kommutativ ring gäller ju att   a·b = b·a,   så att Orevillkoret trivialt gäller (med c = b och d = a). Vänster Orevillkor definieras analogt, och uppfylls också automatiskt, om R är kommutativ.
Om endera Orevillkoret är uppfyllt för R, så är R isomorf med en delring av någon skevkropp. Omvändningen gäller dock inte. Om exempelvis k  är en godtycklig kropp, och   G = <x,y>   är den fria monoiden på två symboler x och y, så uppfyller monoidringen {\displaystyle k[G]\,} inte något Orevillkor, trots att den är en friidealring och alltså en delring av en skevkropp, enligt [, Corollary 4.5.9].

## Källa och referenser
Artikeln bygger delvis på
1. ↑  P. M. Cohn, Skew fields, Theory of general division rings, Cambridge University Press 1995, ISBN 0-521-43217-0 hardback